# Platforma Fiat C
Șasiul Fiat Type C este o platformă dezvoltată de producătorul italian de automobile Fiat SpA . dezvoltat la începutul anilor 1990. Această structură este modulară și destinată vehiculelor din clasa compactă.
A fost folosit pentru prima dată în 1995 la Fiat Bravo și Brava . O nouă generație a acestei platforme a fost lansată în 2001 pentru Fiat Stilo și modelele derivate.  În 2010, Fiat Group Automobiles, prin intermediul filialei sale Alfa Romeo, a creat o nouă platformă pentru a înlocui platforma din 1995. Această platformă a ținut cont de experiența acumulată cu Alfa Romeo 147, a început cu noua Alfa Romeo Giulietta și a fost numită Compact.

### Poveste
Platforma C a fost dezvoltată la începutul anilor 1990 pentru vehiculele de dimensiuni medii (compacte) ale mărcilor Fiat Group. Această nouă platformă a fost succesorul modelului Tipo 2 , care a servit drept bază pentru multe mașini, precum Lancia Delta din seria a doua, Alfa Romeo 155, Fiat Tempra și Fiat Tipo . Platforma C permite montarea motorului în față, într-o poziție transversală, tipică mașinilor Fiat din 1968, cu tracțiune față .

### Prima generație C1

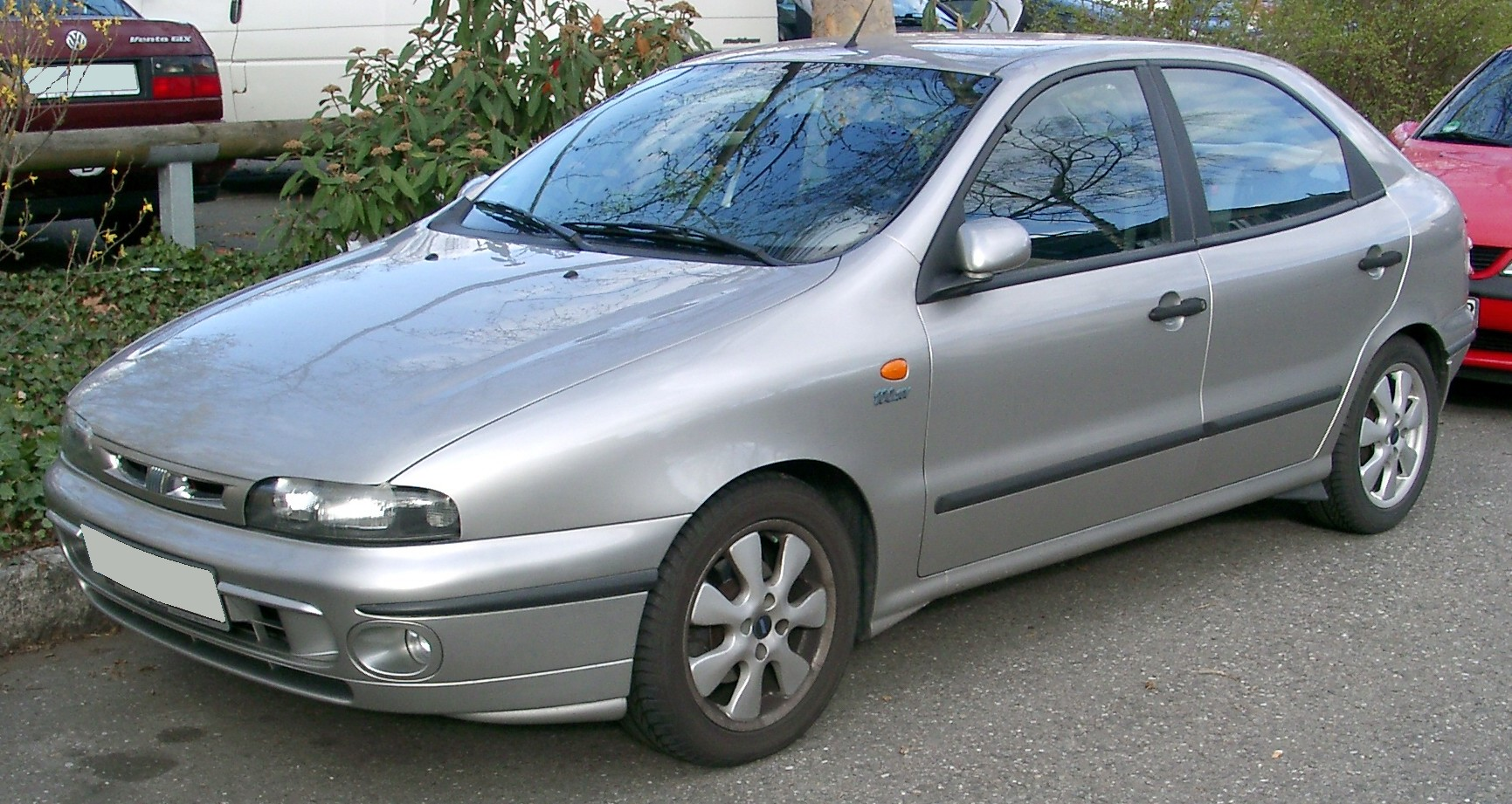
Fiat Brava este bazat pe platforma C1.

Prima serie se numește C1. Sistemul de suspensie este proiectat să aibă roți directoare independente pe puntea față, o braț triunghiular telescopic de tip MacPherson și roți independente pe puntea spate cu brațe oscilante, arcuri elicoidale și bară antiruliu. Această nouă platformă a fost utilizată pentru prima dată în 1995 la vehiculele Fiat Bravo și Brava.
O versiune complet revizuită a caroseriei a fost lansată în 1998 pentru Fiat Multipla  sub denumirea de C1 Sandwich, care era caracterizată printr-o structură a podelei foarte lată, similară cu o caroserie tip cutie.
Pentru siguranța activă a celor trei pasageri din față din Multipla, motorul nu se putea deplasa spre habitaclu în cazul unui impact frontal puternic, ci aluneca sub habitaclu.
Motoarele puteau fi fie pe benzină, fie diesel, fie cu combustibil dual, cu o cilindree de până la 2,5 litri, pe 5 cilindri și o cutie de viteze cu 6 trepte de viteză înainte cuplată la motor.
Pentru Lancia Lybra, platforma a suferit o primă adaptare cu un ampatament extins și o suspensie adaptată cu brațe oscilante ghidate pe puntea spate.
Alte modificări semnificative au fost aduse modelelor Alfa Romeo 156, 147 și GT, care au beneficiat de suspensii mai sofisticate, cu bielete pătrate pe puntea față și „miez în trei foi” similar cu cele ale Lancia Delta HF Integrale pe puntea spate.
- Fiat Bravo
- Fiat Brava
- Fiat Marea
- Fiat Marea Weekend
- Fiat Marengo (Marea comercială)
- Fiat Multipla ( versiunea sandwich C1 )
- Alfa Romeo 156
- Alfa Romeo 147
- Alfa Romeo GT
- Lancia Lybra

### A doua generație: C2

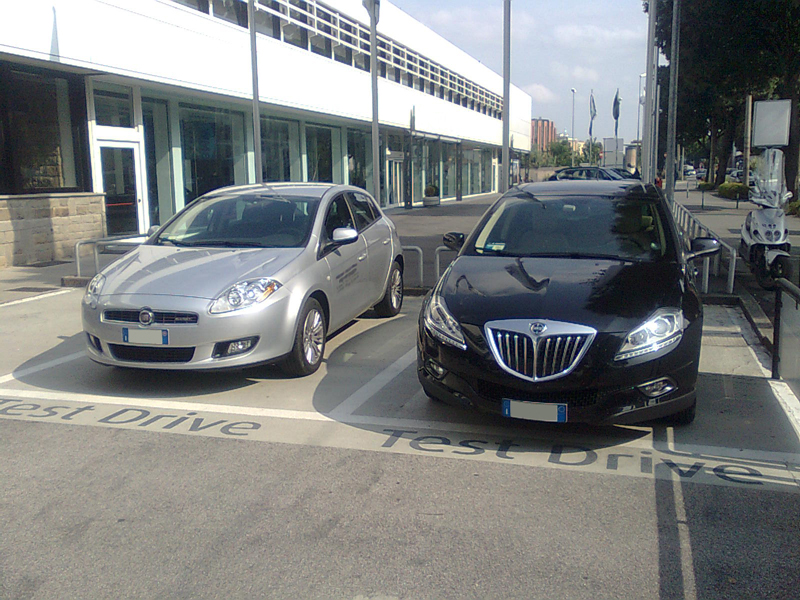
Lancia Delta și Fiat Bravo au același șasiu C2.

A doua generație a platformei C-Type, numită C2, a început în 2001 odată cu noul Fiat Stilo . Primele dezvoltări ale acestei noi platforme, complet nouă în comparație cu vechiul C1, au început în 1998. Specificațiile impuneau o structură foarte flexibilă, care să se poată adapta la numeroase tipuri de vehicule, de la mașini compacte de dimensiuni medii la mașini de familie sau break-uri, precum și mașini „premium” de dimensiuni medii, cum ar fi Lancia Delta (2008) lansată în 2008  . Sistemul de suspensie este format dintr-o punte radială MacPherson în față și o punte de torsiune în spate.
Șasiul lui C2 este considerabil mai rigid decât cel al lui C1 și a obținut modelelor cel puțin 4 stele, dar de obicei 5 stele, în testele de impact Euro NCAP . Motorul este montat transversal în față și alimentează roțile față directoare și motoare. Acest șasiu este conceput pentru utilizarea cutiilor de viteze mecanice cu 5 și 6 trepte, precum și a transmisiilor automate robotizate de la Magneti Marelli Dualogic sau Aisin Sportronic.
Motoarele utilizate pe aceste șasiuri sunt în principal motoarele diesel Fiat 1.9 Multijet, apoi 1.4 FIRE și T-Jet, 1.6 și 1.8 16V produse la uzina Fiat FMA (Fabbrica Motori Avellino) din Pratola Serra, 2.4 cu 5 cilindri și 20 de supape și noul 1.8 T-Jet cu injecție directă, precum și motoarele diesel Fiat 1.6 și 2.0 Multijet. În 2008, motorul 1.9 Twin Stage Bi-Turbodiesel cu 190 CP și un cuplu de 400 Nm a fost omologat fără nicio modificare a șasiului, care a rezistat cu ușurință cuplului enorm al acestui motor Multijet. Platforma C2 este fabricată la uzina Fiat Cassino.

### Folosind platforma C2
- Fiat Stilo
- Fiat Stilo Multiwagon
- Fiat Bravo (2007)
- Lancia Delta (2008)